# Anita Rocha da Silveira
Anita Rocha da Silveira (Río de Janeiro, 1985) es una directora de cine y guionista brasileña. Sus películas más conocidas son Kill Me Please y Medusa.

## Trayectoria
Silveira nació y creció en Río de Janeiro. Escribió, dirigió y montó tres cortometrajes, el primero de ellos en 2008, El vampiro del mediodía, en 2010 Balonmano, con el que ganó el Premio FIPRESCI en el Festival Internacional de Cortometrajes de Oberhausen, y en 2012 el cortometraje Os Mortos-Vivos, que se proyectó en la Quincena de Cineasta del Festival de Cine de Cannes.
Su primer largometraje Kill Me Please se estrenó en el 72º Festival Internacional de Cine de Venecia en la sección Orizzonti en 2015. Su segundo largometraje, Medusa, se estrenó en la Quincena de Realizadores de Cannes y el Festival Internacional de Cine de Toronto en 2021.
La crítica dice que su cine feminista es perturbadoarmente parecida a la realidad. Fue invitada a convertirse en miembro de la Academia de Artes y Ciencias Cinematográficas en 2023.

## Reconocimientos
| Año  | Resultado  | Premio                                     | Categoría                        | Obra                               | Ref.   |
| ---- | ---------- | ------------------------------------------ | -------------------------------- | ---------------------------------- | ------ |
| 2011 | Ganadora   | International Federation of Film Critics   | Mejor película                   | Handebol (Handball)                | [ 11 ] |
| 2015 | Ganadora   | Rio de Janeiro International Film Festival | Mejor directora                  | Kill Me Please (Mate-me Por Favor) | [ 12 ] |
| 2015 | Nominación | Venice Film Festival                       | Mejor película                   | Kill Me Please (Mate-me Por Favor) | [ 13 ] |
| 2016 | Nominación | South by Southwest                         | SXSW Gamechanger Award           | Kill Me Please (Mate-me Por Favor) | [ 14 ] |
| 2021 | Ganadora   | Sitges Film Festival                       | Mejor directora                  | Medusa                             | [ 15 ] |
| 2021 | Ganadora   | San Sebastián International Film Festival  | Sebastiane Award                 | Medusa                             | [ 16 ] |
| 2021 | Ganadora   | Rio de Janeiro International Film Festival | Mejor directora y mejor película | Medusa                             |        |
| 2021 | Ganadora   | Raindance Film Festival                    | Best International Feature       | Medusa                             | [ 17 ] |
| 2022 | Ganadora   | Tromsø International Film Festival         | Aurora Prize                     | Medusa                             | [ 18 ] |
| 2022 | Ganadora   | Palm Springs International Film Festival   | Ibero-American Award             | Medusa                             | [ 19 ] |

## Filmografía
| Año  | Título                                  | Contribución                            | Nota         |
| ---- | --------------------------------------- | --------------------------------------- | ------------ |
| 2008 | Oh vampiro del medio día                | Director, escritor y editor             | Cortometraje |
| 2010 | Balonmano (Handebol)                    | Director, escritor y editor             | Cortometraje |
| 2012 | Los muertos vivientes (Os Mortos-Vivos) | Director, escritor, editor y productor. | Cortometraje |
| 2015 | Matame por favor (Mate-me por favor)    | Director y escritor                     | Largometraje |
| 2021 | Medusa                                  | Director y escritor                     | Largometraje |